# Desa Gilang (administrativ by i Indonesien, lat -7,36, long 112,67)
Desa Gilang är en administrativ by i Indonesien.   Den ligger i provinsen Jawa Timur, i den västra delen av landet, 700 km öster om huvudstaden Jakarta.